# Hội chứng tetra-amelia
Hội chứng tetra-amelia (tetra- + amelia), còn được gọi là nhiễm sắc thể lặn tetraamelia hay hội chứng thiếu tứ chi, là sự di truyền nhiễm sắc thể lặn rất hiếm  đặc trưng bởi bất thường bẩm sinh với sự thiếu hụt các chi (4 chi trên cơ thể). Các bộ phận khác của cơ thể cũng bị ảnh hưởng bởi dị tật như mặt, sọ, cơ quan sinh dục, hậu môn và xương chậu. Nguyên nhân của rối loạn này là do đột biến gen WNT3.

## Đặc điểm

Mô hình hội chứng Terea-amelia di truyền với một gen tính trạng lặn.

Bệnh nhân mắc phải hội chứng này bị mất (hoặc không đầy đủ) chân tay. Ngoài ra, hội chứng tetra-amelia còn gây ra dị tật nghiêm trọng trên các bộ phận khác nhau của cơ thể, bao gồm mặt (sứt môi), mắt (cườm thủy tinh thể mắt), đầu, tim, hệ thần kinh trung ương, xương, hậu môn và cơ quan sinh dục.
Trong nhiều trường hợp, phổi kém hoặc không phát triển, do đó làm cho bệnh nhân thở rất khó khăn hoặc không thể hô hấp. Trẻ có hội chứng tetra-amelia gặp phải vấn đề y tế rất nghiêm trọng, vì vậy đa số chết non hoặc chết ngay sau khi sinh. Việc quản lý những người sống sót (chưa được thống kê) phụ thuộc sự hiện diện và mức độ nghiêm trọng của dị tật cần có sự chăm sóc y tế. Diễn giả Nick Vujicic  là một trong những nạn nhân của hội chứng sống sót sau khi sinh và nhà văn, nhà báo thể thao Nhật Bản Hirotada Ototake là một trường hợp khác.

## Nguyên nhân và di truyền

### Gen WNT3
Các nhà nghiên cứu đã tìm thấy một đột biến ở gen WNT3 ở người với hội chứng tetra-amelia từ một đại gia đình. Gen này là một phần của họ gen WNT, đóng vai trò chính trong sự phát triển sau khi sinh. Gen WNT3 nằm ở nhiễm sắc thể 17q21.
Các protein sinh ra từ gen WNT3 có liên quan đến sự hình thành của các chi và các cơ quan cơ thể khác trong quá trình phát triển phôi thai. Đột biến ở gen WNT3 ngăn cản các tế bào sản xuất chức năng WNT3 protein, phá vỡ hình thành chân tay bình thường và dẫn đến dị tật bẩm sinh nghiêm trọng khác liên quan đến hội chứng tetra-amelia.

### Di truyền học trong gia đình

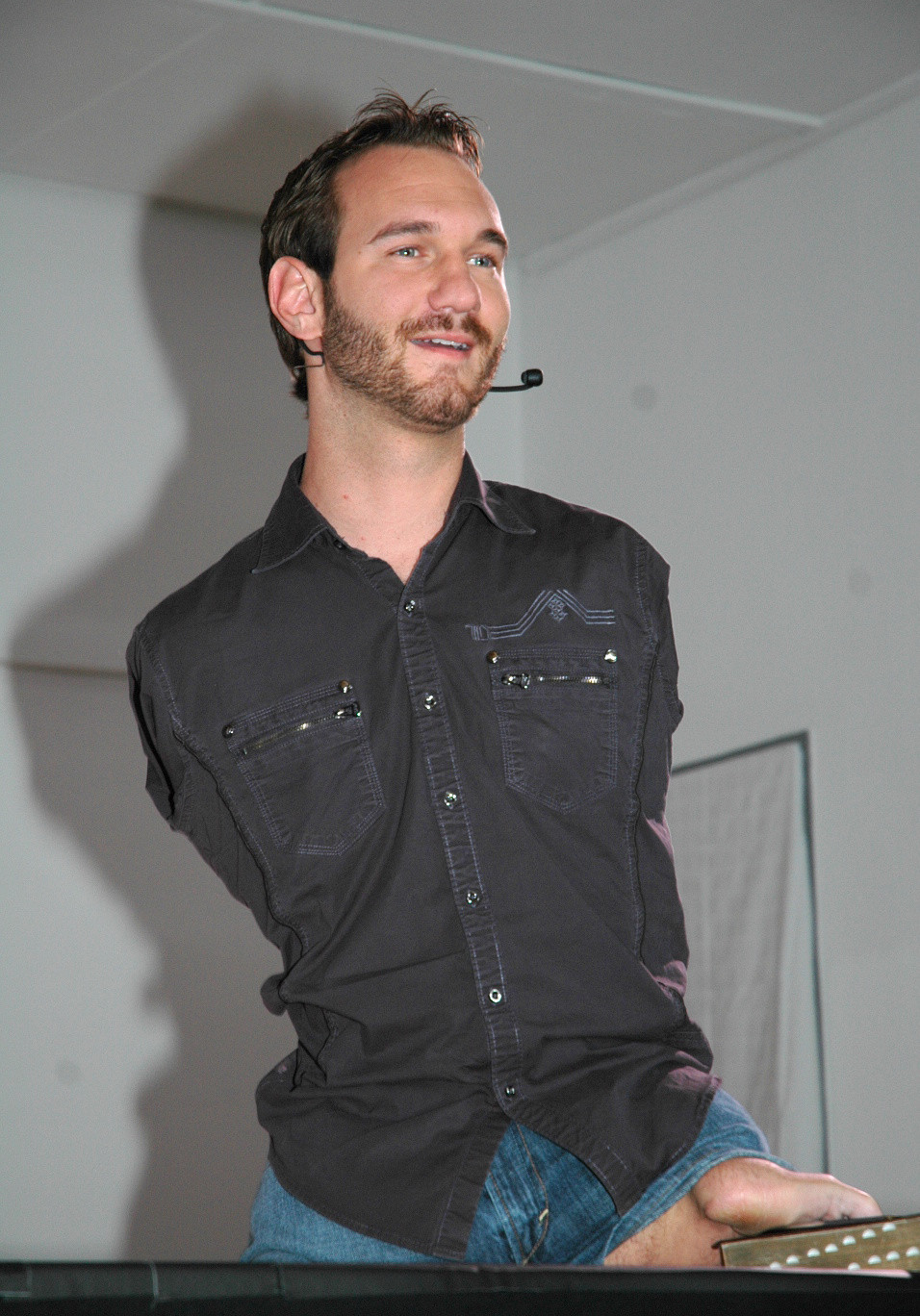
Nick Vujicic, một trong những người mắc hội chứng tetra-amelia

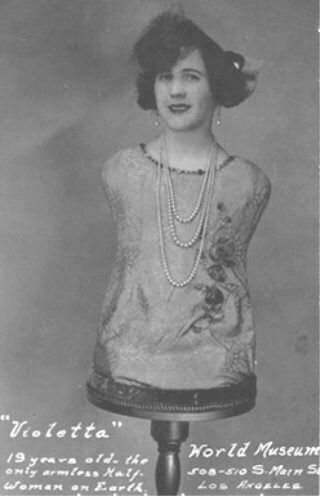
Nghệ sĩ Violetta, hình chụp năm 1925

Trong các gia đình bị nhiễm, nguyên nhân của hội chứng tetra-amelia chưa được xác định. Một số nhà nghiên cứu tin rằng đột biến chưa nhận dạng được ở gen WNT3 hay các gen khác có liên quan đến sự phát triển các chi cơ thể có thể chịu trách nhiệm cho rối loạn. Ở vài gia đình được báo báo, hội chứng tetra-amelia xuất hiện với một mẫu di truyền tính trạng lặn. Điều này có nghĩa gen khiếm khuyến chịu trách nhiệm cho sự rối loạn nằm ở nhiễm sắc thể thứ 17, và hai bản sao của gen khiếm khuyết gen (từ cha và mẹ) tạo thành cặp gen rối loạn khi sinh. Cha mẹ chỉ mang một gen khiếm khuyết thông thường sẽ không bị rối loạn hay ảnh hưởng bởi hội chứng này. Nếu cha và mẹ mang 1 gen bị nhiễm, con cái sinh ra sẽ có 25% cơ hội không bị nhiễm, 50% là cá thể mang gen bị nhiễm và 25% là cá thể mắc hội chứng này.

## Dịch tễ học
Hội chứng tetra-amelia là một rối loạn rất hiếm gặp và cho đến nay chỉ được miêu tả ở năm gia đình thuộc các chủng tộc khác nhau (Ả Rập, Maroc, Syria-Aramaic). Hiện không có báo cáo ước tính về tỷ lệ và tần số dân số mang hội chứng tetra-amelia. Chỉ có vài người trên thế giới được biết là mắc hội chứng này, trong số đó là một người ở Philippines và một ở Anh. Một người khác cũng mắc hội chứng này và không có chân tay là Joanne O'Riordan ở Millstreet, Cork, Ireland. Cô đã được Thủ tướng Ireland Enda Kenny tiếp đón, nói chuyện tại Liên Hợp Quốc (ở tuổi 16), và xuất hiện trước hội nghị "Thiếu nữ trong công nghệ" của Liên minh Viễn thông Quốc tế, và được hoan nghênh nhiệt liệt sau khi có bài phát biểu. Cô cũng thảo luận với trường Học viện Công nghệ Massachusetts và công ty Apple Inc.

## Một số người mắc hội chứng tetra-amelia
- Marilee Adamski-Smith [12]
- Christian Arndt [13]
- Joanne O'Riordan [14]
- Hirotada Ototake [15]
- Prince Randian
- Yovana Yumbo Ruiz [16]
- Violetta (entertainer) [17]
- Nick Vujicic
- Piotr Radoń [18]